# منطقه ۱۸ پاریس
منطقه ۱۸ پاریس (به انگلیسی: 18th arrondissement of Paris) (arondissement XVIIIe) یکی از ۲۰ مناطق پاریس، پایتخت فرانسه است.
به زبان فرانسوی به این منطقه دیزویتیم (dix-huitième) گفته می‌شود.
این منطقه معروف به بوت-مون‌مارتر، در ساحل سمت راست رودخانه سن واقع شده‌است و بیشتر به دلیل میزبانی از منطقه مون‌مارتر که حاوی تپه ای است که به خاطر تاریخ هنری اش معروف شده‌است، بتو-لووآر که در آن جا پابلو پیکاسو، ژرژ براک و آمادئو مودیلیانی در اوایل قرن بیستم زندگی و کار می‌کردند. خانه موسیقی دیوا دالیدا، کاباره مولن روژ، سایر خصیصه‌های تاریخی و کلیسای برجسته سکره‌کر دو مون‌مارتر که در بالای تپه قرار دارند.

## جغرافیا
مساحت این منطقه دقیقاً ۶٫۰۰۵ کیلومترمربع (۲٫۳۱۹ مایل مربع یا ۱٫۴۸۴ هکتار) است.

## جمعیت
جمعیت منطقه ۱۸ پاریس در سال ۱۹۳۱ با ۲۸۸٫۸۱۰ نفر جمعیت به اوج خود رسید. امروزه در این منطقه جمعیت و فعالیت‌های تجاری، طبق آخرین سرشماری (۲۰۰۹) با ۲۰۰٫۶۳۱ نفر ساکن هستند و از این لحاظ منطقه ای بسیار متراکم است.

### تاریخچه سرشماری
| Year (of French censuses) | جمعیت   | تراکم (در هر کیلومتر مربع) |
| ------------------------- | ------- | -------------------------- |
| ۱۸۷۲                      | ۱۳۸٬۱۰۹ | ۲۲٬۹۸۰                     |
| ۱۹۳۱ (اوج جمعیت)          | ۲۸۸٬۸۱۰ | ۴۸٬۰۹۵                     |
| ۱۹۵۴                      | ۲۶۶٬۸۲۵ | ۴۴٬۳۹۷                     |
| ۱۹۶۲                      | ۲۵۴٬۹۷۴ | ۴۲٬۴۶۰                     |
| ۱۹۶۸                      | ۲۳۶٬۷۷۶ | ۳۹٬۴۳۰                     |
| ۱۹۷۵                      | ۲۰۸٬۹۷۰ | ۳۴٬۷۹۹                     |
| ۱۹۸۲                      | ۱۸۶٬۸۶۶ | ۳۱٬۱۱۸                     |
| ۱۹۹۰                      | ۱۸۷٬۶۵۷ | ۳۱٬۲۵۰                     |
| ۱۹۹۹                      | ۱۸۴٬۵۸۶ | ۳۰٬۷۳۹                     |
| ۲۰۰۹                      | ۲۰۰٬۶۳۱ | ۳۳٬۳۸۳                     |

### مهاجرت
در سال ۲۰۱۲، جان هنلی از گاردین گفت: منطقه ۱۸ پاریس «منطقه ای است که از بسیاری جهات با منطقه تاور هملتس لندن قابل مقایسه است.»

## منظره شهری

### مکان‌های جالب و دیدنی
- کلیسای سکره‌کر دو مون‌مارتر
- کلیسای سنت-ژن-دارک (پاریس)
- کلیسای سن ژان دو مون‌مارتر
- کلیسای سن برنارد دو لا شاپل
- مولن روژ
- موزه هنرهای طبیعی - مکس فورنی

دفتر اصلی اپراسیون صرب‌های ارتدکس اروپای غربی در این منطقه قرار دارد.

### محله‌های موجود در منطقه ۱۸
- مون‌مارتر
- پیگال

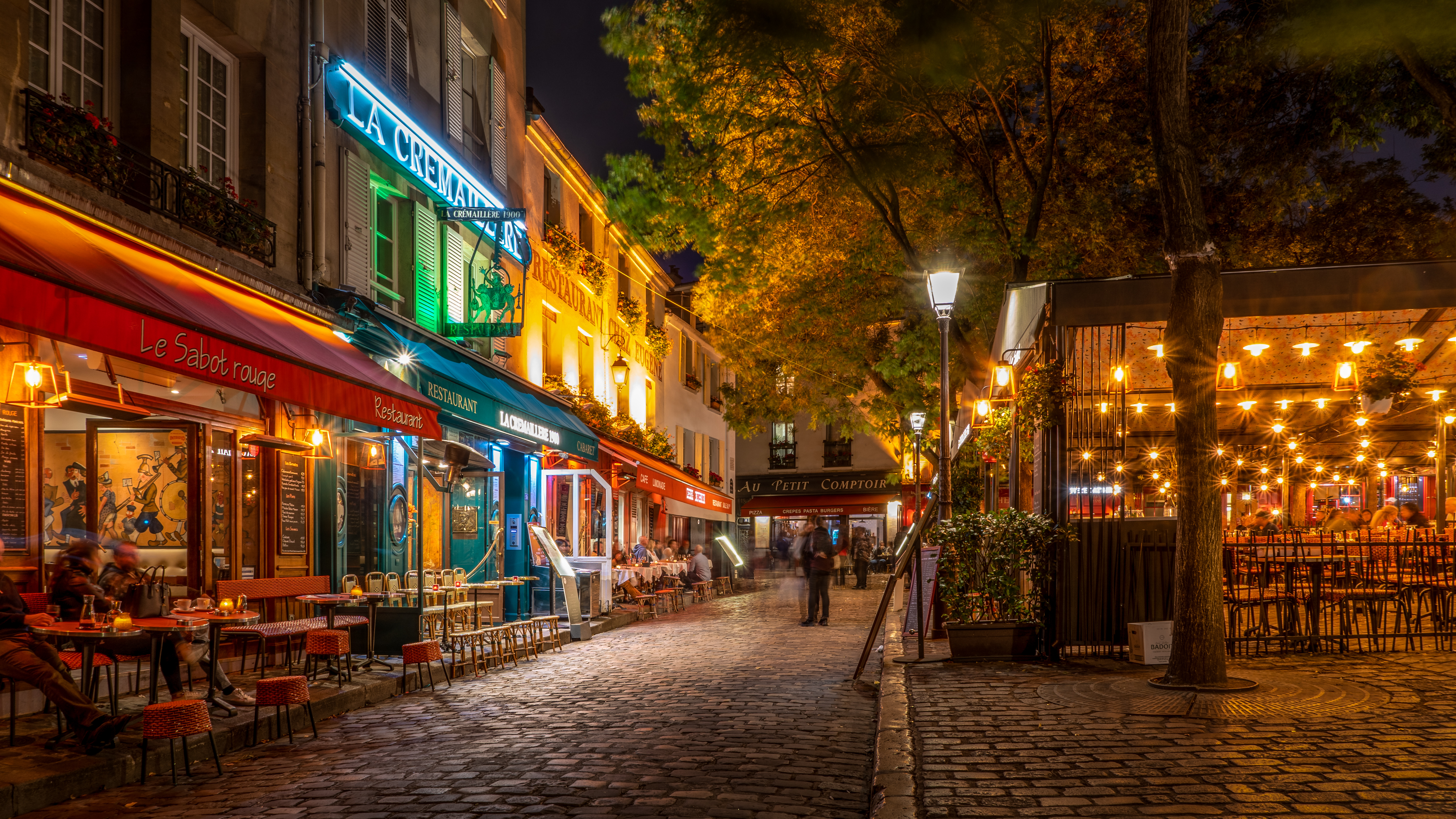
نگاره‌ای در شب از چند کافه و رستوران در میدان پلاس دو ترت در منطقهٔ ۱۸ پاریس.

- گوت دور، یک محله کارگر نشین در منطقه
- منطقه لا شاپل

## اقتصاد
دفاتر اصلی دیلی موشن سابقاً در این منطقه مستقر بودند. علاوه بر این، دارگو نیز دفتر مرکزی خود را در آنجا دارد.